# Solriamfétol
Le solriamfétol, vendu sous le nom de marque Sunosi, est un médicament favorisant l'éveil utilisé dans le traitement de la somnolence excessive liée à la narcolepsie et à l'apnée du sommeil,,. Il est pris par voie orale.
Les effets secondaires courants du solriamfétol comprennent des maux de tête, des nausées, de l'anxiété et des troubles du sommeil. Il s’agit d’un inhibiteur de la recapture de la noradrénaline et de la dopamine (IRND) qui agit en augmentant les niveaux de neurotransmetteurs comme la noradrénaline et dopamine dans le cerveau,. Il a également été découvert que le solriamfétol agit comme un agoniste du récepteur TAAR1, ce qui peut également être impliquée dans ses effets.
Le médicament a été découvert par une filiale du groupe SK, qui a accordé des droits de commercialisation pour une utilisation en dehors de onze pays d'Asie à Aerial Pharma en 2011. En plus de son indication approuvée pour la somnolence excessive, le solriamfétol est en cours de développement pour certaines autres utilisations, notamment le traitement du trouble déficitaire de l'attention avec hyperactivité (TDAH), du trouble de l'hyperphagie et des troubles du sommeil liés au rythme circadien.

## Utilisations médicales
Le solriamfétol est utilisé pour favoriser l'éveil dans le traitement de la somnolence diurne excessive associée à la narcolepsie ou à l'apnée obstructive du sommeil chez l'adulte. Il semble être plus efficace pour améliorer la somnolence diurne excessive associée à l'apnée obstructive du sommeil que certains autres agents favorisant l'éveil, notamment le modafinil, l'armodafinil et le pitolisant.

### Formes disponibles
Le solriamfétol est disponible sous forme de comprimés oraux de 75 et de 150 mg.

## Effets secondaires
Les effets secondaires du solriamfetol comprennent des maux de tête, des nausées, une diminution de l'appétit, l'insomnie, l'anxiété, de l'irritabilité, une sensation de nervosité, des étourdissements, une douleur ou gêne au niveau du thorax, des palpitations cardiaques, une bouche sèche, une transpiration excessive, des douleurs abdominales, de la constipation et des diarrhées.

### Potentiel d'utilisation abusive
À des doses supérieures à celles approuvées — notamment 300, 600 et 1 200 mg, représentant 2 à 4 fois la dose maximale recommandée —, le solriamfétol peut induire des effets addictifs, tels qu’une élévation de l’humeur et une sensation de relaxation, comparables en intensité à ceux observés avec la phentermine. Une humeur élevée a été observée chez 2,4 % des patients sous placebo, 8 à 24 % des patients sous solriamfétol et 10 à 18 % des patients sous phentermine, tandis qu'une sensation de relaxation a été observée chez 5 % des patients sous placebo, 5 à 19 % des patients sous solriamfétol et 15 à 20 % des patients sous phentermine. En tant que tel, le solriamfétol présente un potentiel d’utilisation abusive important et fait partie des substances contrôlées aux États-Unis. Cependant, le solriamfétol a montré un potentiel d'abus inférieur à celui des stimulants contrôlés de l'annexe II comme l'amphétamine et la cocaïne. Par conséquent, le potentiel d’utilisation abusive du solriamfétol a été jugé faible et il a été placé dans la catégorie des substances contrôlées de l’annexe IV aux côtés de la phentermine.

## Pharmacologie

### Pharmacodynamie
Le solriamfétol est un inhibiteur de la recapture de la noradrénaline et de la dopamine (IRND). Il se lie au transporteur de la dopamine et au transporteur de la noradrénaline avec des affinités (Ki) de 14,2 μM et 3,7 μM, respectivement. Il inhibe la recapture de la dopamine et de la noradrénaline avec des valeurs IC50 de 2,9 μM et 4,4 μM, respectivement. Il a une faible affinité pour le transporteur de la sérotonine (Ki = 81,5 μM) et n'inhibe pas sensiblement la recapture de la sérotonine (IC50 > 100 µM). En plus de son inhibition de la recapture de la dopamine et de la noradrénaline, le solriamfétol agit comme un agoniste du récepteur TAAR1 chez les humains et les rongeurs (EC 50 = 10–16 μM) à des concentrations cliniquement pertinentes similaires à celles de son inhibition du transporteur de la dopamine et noradrénaline. Le solriamfétol n'a pas d'affinité appréciable pour une variété d'autres cibles, y compris les récepteurs de la dopamine, de la sérotonine, de l'adrénaline, du GABA, de l'adénosine, de l'histamine, de l'orexine, des benzodiazépines et de l'acétylcholine.

### Pharmacocinétique
La biodisponibilité orale du solriamfétol est d'environ 95 %. Le temps médian pour atteindre les niveaux maximaux de solriamfetol est de 2 heures, avec une plage de 1,25 à 3,0 heures. Un repas riche en graisses a une influence minimale sur les concentrations maximales et totales de solriamfétol, mais retarde le temps nécessaire pour atteindre les niveaux maximaux d'environ 1 heure. Le volume apparent de distribution du solriamfétol est d'environ 199 L.  La liaison aux protéines plasmatiques du solriamfétol atteint 13,3 % à 19,4 % sur une plage de concentrations de 0,059 à 10,1 μg/mL. Le solriamfétol est peu métabolisé chez l'homme. Il présente une élimination de premier ordre lors d'une administration orale et a une demi-vie d'élimination d'environ 7,1 heures. La demi-vie du solriamfétol augmente dans le contexte d'une insuffisance rénale. Environ 95 % d'une dose de solriamfétol est éliminée dans l'urine sous forme de solriamfétol inchangé et 1 % ou moins est éliminé sous forme de métabolite inactif mineur N -acétylsolriamfétol.

## Chimie
Le solriamfétol est une phénéthylamine substituée dérivée de la d-phénylalanine. Son nom chimique est (R)-2-amino-3-phénylpropylcarbamate.

## Histoire
Le médicament a été découvert par une filiale du groupe SK, qui a accordé des droits de commercialisation en dehors de onze pays d'Asie à Aerial Pharma en 2011. Aerial a mené deux essais de phase II du médicament dans le traitement de la narcolepsie avant de vendre la licence du solriamfetol à Jazz en 2014 ; Jazz Pharmaceuticals a versé 125 millions de dollars à Aerial en paiement initial et s'engage à verser jusqu'à 272 millions de dollars à Aerial et SK sous forme de paiements d'étape, ainsi que des redevances à deux chiffres à SK,.
En 2019, le solriamfétol a été approuvé aux États-Unis pour améliorer l'éveil chez les adultes atteints de narcolepsie ou d'apnée obstructive du sommeil (AOS),. Il a obtenu la désignation de médicament orphelin.
La Food and Drug Administration (FDA) des États-Unis a approuvé le solriamfétol en se basant principalement sur des preuves issues de cinq essais cliniques (l'essai 1/NCT02348593, l'essai 2/NCT02348606, l'essai 3/NCT02348619, l'essai 4/NCT02348632 et l'essai 5 NCT01681121) portant sur 622 patients atteints de narcolepsie ou d'apnée obstructive du sommeil (AOS). Les essais ont été menés au Canada, en Europe et aux États-Unis.
Le solriamfétol a été approuvé pour un usage médical dans l'Union européenne en janvier 2020.
En mars 2022, il a été annoncé qu'Axsome Therapeutics allait acquérir le Solriamfetol, sous la marque Sunosi, auprès de Jazz Pharmaceuticals, pour une somme initiale de 53 millions de dollars. Jazz recevra une redevance élevée à un chiffre sur les ventes nettes de Sunosi d'Axsome aux États-Unis dans l'indication actuelle, et une redevance moyenne à un chiffre sur les indications futures. Axsome assumera également les engagements de Jazz envers SK Biopharmaceuticals et Aerial Biopharma.

## Société et culture

### Noms
Au cours de sa phase de développement, il a porté les noms : SKL-N05, ADX-N05, ARL-N05 et JZP-110.

### Statut juridique
Aux États-Unis, le solriamfétol est une substance contrôlée de l'annexe IV, ce qui signifie que l'utilisation médicale est autorisé et que son potentiel d'abus est considéré comme faible, mais qu'un abus est susceptible d'entraîner une dépendance physique ou psychologique. Une ordonnance est requise et ne peut être renouvelée que cinq fois au maximum sur une période de six mois. Dans les pays de l'Union européenne, l'ordonnance est obligatoire.

## Recherche
Le solriamfétol est en cours de développement pour le traitement du trouble déficitaire de l'attention avec hyperactivité (TDAH), de l'hyperphagie boulimique et des troubles du sommeil liés au rythme circadien,. En septembre 2023, il est en phase 3 d'essais cliniques pour le TDAH et en phase 2 d'essais cliniques pour les troubles de l'hyperphagie et les troubles du sommeil liés au rythme circadien,. Un rapport de cas sur le solriamfétol pour le traitement du TDAH a été publié. Le solriamfétol était également en cours de développement pour le traitement des troubles dépressifs, mais le développement pour cette indication a été interrompu. En mai 2024, le National Institutes of Health (NIH) aux États-Unis a annoncé un essai du solriamfetol pour le traitement du COVID long.